# Reihenentwicklung
Eine Reihenentwicklung ist eine Technik aus der Mathematik, die insbesondere in den Teilgebieten Analysis und Funktionentheorie von Bedeutung ist, aber auch in anderen mathematischen Disziplinen sowie in der Physik und in anderen naturwissenschaftlichen und ingenieurwissenschaftlichen Bereichen angewendet wird.
Bei einer Reihenentwicklung wird eine mathematische Funktion, die nicht direkt mit elementaren Operationen (Addition, Subtraktion, Multiplikation und Division) dargestellt werden kann, in eine unendliche Summe von Potenzen in einer ihrer Variablen oder von Potenzen in einer anderen (gewöhnlicherweise elementaren) Funktion überführt.
Diese Reihe kann in der Praxis oft auf endlich viele Glieder reduziert werden. Dadurch entsteht eine Näherung der exakten Funktion, die umso einfacher ist, je weniger Glieder genommen wurden, aber umso besser, je mehr genommen wurden. Häufig lässt sich die dadurch entstandene Ungenauigkeit (also die Größe des Restgliedes) formelhaft beschreiben.
Bei einer erzeugenden Funktion erscheinen die Glieder einer unendlichen Folge (z. B. die der bernoullischen Zahlen) als Koeffizienten der Reihenentwicklung.

## Beispiele
In der Mathematik treten zum Beispiel folgende Reihenentwicklungen auf:
- Taylorreihe (Potenzreihe) und als Spezialfall davon Maclaurin-Reihe
- Laurentreihe: Verallgemeinerung der Taylorreihe, bei der auch negative Werte der Exponenten erlaubt sind.
- Puiseuxreihe: Verallgemeinerung der Taylorreihe, bei der auch gebrochene Exponenten erlaubt sind.
- Dirichletreihe
- Fourierreihe: beschreibt eine periodische Funktion als Überlagerung von Sinus- und Kosinus-Funktionen. So können z. B. Musiktöne als Überlagerung eines Grundtons und mehrerer Obertöne beschrieben werden.
- Legendre-Polynom: beschreibt in der Physik ein beliebiges Feld als eine Überlagerung von Dipol-, Quadrupol-, Oktupol-Feldern usw. (Multipolentwicklung)
- Zernike-Polynome: werden in der Optik verwendet, um Abbildungsfehler optischer Systeme zu errechnen.

Andere Entwicklungen solcher Funktionen sind die Kettenbruchentwicklungen.